# Degnepoll
Degnepoll oder Deknepoll ist ein Dorf in der Gemeinde Kinn im Fylke Vestland in Norwegen.
Degnepoll ist ein östlicher Vorort der Stadt Måløy auf der benachbarten Insel Vågsøy und ist mit dieser durch die 1.224 Meter lange Måløybrücke über den Ulvesund verbunden. Etwa 15 Kilometer westlich des Dorfes befindet sich Bryggja. Etwa 1 Kilometer südöstlich liegt Tennebø mit dem See Deknepollvatn zwischen den beiden Dörfern.
2001 lebten 245 Einwohner in Degnepoll.
Wichtigster Wirtschaftszweig im Ort ist die Fischverarbeitung, wobei hauptsächlich Fischöl, Fischmehl und Tierfutter hergestellt werden. Die Fabrik, auf Mortenes am Ulvesund gegenüber von Maloy, war bereits vor der deutschen Invasion Norwegens im April 1940 im Bau, wurde dann aber während der britischen Operation Archery am 27. Dezember 1941, dem Kommandounternehmen gegen die deutschen Stellungen auf Vågsøya, kurz vor ihrer geplanten Inbetriebnahme, von britischen Kommandos gesprengt und vollkommen zerstört.